# 保伏万年桥
保伏万年桥，又名城隍庙，位于山西省晋城市泽州县高都镇保伏村与南街交界处，年代为清。
2013年1月，保伏万年桥公布为第三批晋城市文物保护单位，编号3-97。